# Zlata Marija iz Essna
Zlata Marija iz Essna je skulptura svete Marije in otroka Jezusa. Leseno jedro je prekrito s tankimi zlatimi listi. Je del zakladnice Essenske stolnice, nekdanje cerkve samostana Essen, v Severnem Porenju-Vestfaliji v Nemčiji in je na ogled v stolnici.
Datirana je okoli leta 980 in je hkrati najstarejši znan kip Marije in najstarejša samostojna srednjeveška skulptura severno od Alp  in je tudi eno redkih glavnih umetniških del, ki so preživela od otonskega obdobja. Še danes ostaja predmet čaščenja in simbol identitete za prebivalce  Porurja. Je edini ohranjen celopostavni kip, kot se zdi, da je bila skupna oblika kipa med najbogatejšimi cerkvami in opatijami v severni Evropi iz 10. in 11. stoletja; nekateri od njih so bili naravne velikosti, še posebej figure Križanja.

## Datacija izvora
Kip je datiran okoli leta 980 in je bil ustvarjen med vladanjem Matilde, vnukinje cesarja Otona I., kot opatinje v opatiji Essen. V njeni vladavini in njenih naslednic Sofije Gandersheim (1012–1039) in Teofane (1039–1058) je opatija dobila tisto, kar velja za najbolj dragoceno umetniško delo essenske zakladnice. Ustvarjalec skulpture je neznan, vendar se na splošno domneva, da je bil izdelan v Kölnu ali Hildesheimu. Hildesheim je dom Marije, ki je nekoliko mlajša kot v Essnu, medtem ko se Köln zdi bolj verjetno dom umetnika, saj so gube v Marijini obleki podobne križu Otona in Matilde iz leta 982, ki je prav tako del essnske zakladnice in je bila nedvomno ustvarjena z zlatom iz Kölna, saj ima veliko značilnosti z Gerovim razpelom (Gero-Kreuz) iz Kölnske stolnice.

## Opis
Marija je upodobljena, sedi na stolčku, z nekoliko prevelikim likom otroka Kristusa, ki sedi v njenem naročju. Nosila je oprijeto tuniko z dolgimi rokavi in ogrinjalo (palla), ki ga je potegnila čez ramena. Na glavi nosi tančico, katere konci so prekriti z ogrinjalom. V desni roki drži globus s palcem in dvema prstoma, medtem ko leva roka podpira otroka v naročju. Otrok nosi pontifikalno obleko in s svojo levo roko pritiska knjigo na prsi.
Kip meri 74 centimetrov v višino, podstavek je širok 27 centimetrov. Jedro skulpture je bilo izklesano iz enega kosa lesa, najverjetneje iz topola, čeprav so zgodnejši umetnostni zgodovinarji domnevali, da je to hruška, sliva ali limeta. Površina skulpture je v celoti prekrita z zlatimi listi, debelejšimi od 0,25 milimetra, ki se držijo z drobcenimi zlatimi vijaki. Velikost posameznih zlatih listov se spreminja glede na teksturo površine. Obrazi matere in otroka so oblikovani iz enega samega lista. Barvne oči na slikah so narejene iz cloisonné emajla. Medtem ko so oči matere vrezane v rezbarjeno okovje, so otrokove le prilepljene na leseno jedro. Otroška roka je iz litega srebra in je bila dodana šele v 14. stoletju; izvirna desna roka je izgubljena. Na desni roki Device, na desnem zadnjem delu stolčka, pa tudi na otroški knjigi in nimbu, so sledi izvirnih okrasov iz 10. stoletja. Sponka, ki prikazuje orla in navidezno pritrjuje Marijin plašč, je dodatek iz zgodnjega 13. stoletja; fibula pod njo ima gotske značilnosti in je datirana v 14. stoletje.

### Prizadevanja za ohranjanje
Marija je bila prvič obnovljena leta 1905. Do takrat je bilo jedro kipa prežeto z lesnimi črvi (navadni trdoglavec - Anobium punctatum) in grozilo, da razpade. Restavratorji so skrbno zavili kip v mavčni odlitek, vdihnili votline, odstranili prah, jih impregnirali z insekticidi in jih napolnili z mešanico lepila, krede in vode, večkrat obračali figuro v procesu, da bi dosegli vsak kotiček. Površinske luknje so bile nato zatesnjene s hrastovimi mozniki. Obnova je stala skupaj 3200 zlatih mark, od katerih je del plačala pruska država.
Med drugo svetovno vojno in po njej je kip utrpel nenadne evakuacijske prevoze; veliko zlatih listov se je razrahljalo in les je bil zopet okužen z žuželkami, ki so navrtale les. Drugo restavracijo je opravil essenski zlatar Classen, ki je skulpturo popršil s pesticidi in napolnil luknje z "tekočim lesom", plastiko, ki se je nato pogosto uporabljala pri lesenih restavracijah.
Najnovejša restavracija je bila izvedena leta 2004. V zakladni dvorani stolnice je bila urejena delavnica, ki je preučevala stanje skulpture. X-žarki in endoskopija sta bili uporabljeni za zaznavanje preostalih votlin, tako da sta bila analizirana tako kemikalija kot les iz jedra in tudi ogljikov film, ki se je skozi stoletja nabiral na listih zlata. Strokovnjaki so priporočili, da se kip hrani v enakomerni klimi in ne izpostavi vznemirjanju. Restavratorki iz Kölna, Ria Röthinger in Michaela von Welck sta utrdili les stola, srebrar Peter Bolg je poliral kovinske liste prevleke in otrokovo desno srebrno roko, ki je skozi leta zbledela. Restavracijo je nadzirala komisija umetnostnih zgodovinarjev in restavratorjev, ki jo je vodila dr. Brigitta Falk, kustosinja essenske zakladnice. Marija je bila vrnjena na svoje običajno mesto v stolnici decembra 2004. Podrobno poročilo o restavratorstvu naj bi se pojavilo v antologiji leta 2007 skupaj z nadaljnjimi raziskovalnimi prispevki o kipu in opatiji Essen.

## Zgodovina

### Srednjeveške omembe
Ali in kdaj je bil kip naročen, pridobljen ali podarjen, ni znano in dokumenti, ki se nanašajo na Marijo, v prvih nekaj stoletjih njegovega obstoja niso redki. Zdi se gotovo, da je bil del stolničnega zaklada od leta 993, ko je cesar Oton III. obiskal opatijo in podaril krono, tako imenovano otroško krono, ki je tudi danes del zaklada. Od prve omembe je Marija vedno bila v stolnici, razen med vojno. Očitno je bil grenak konflikt med Kölnsko škofijo in Isenbergovimi gospodarji za nadzor nad Essensko opatijo, ki je povzročil da je Friedrich von Isenberg leta 1225 umoril nadškofa Engelberta, a to ni vplivalo na kip, niti stoletni prepir ali je bilo mesto Essen pravno svobodno cesarsko mesto ali pa odvisno od opatije.
Grb mesta Essen iz leta 1244 prikazuje Marijo med svetnikoma Kozmo in Damijanom. Prva dokumentirana omemba Marije je iz leta 1770 Liber Ordinarius, ki podrobno opisuje popolnoma razvito liturgijo in procesije, ki so bile povezane s kipom. Dejstvo, da je kanonik iz roke zakladnika prejel Marijo za procesijo Predstavitev Jezusa v templju, pripelje zgodovinarje k domnevi, da je skulptura prikazana izključno med procesijami in je bila do konca leta skrita. Predlagan prostor za to je westwerk srolnice in armarium dictum sychter, prizidek k južni ladji.
Skulptura je znana po sedanjem imenu Zlata Marija šele od 19. stoletja. Liturgični rokopis iz leta 1370 ga preprosto opisuje kot dat gulden bild onser vrouwen (dobesedno 'zlata podoba Gospe'). Zgodovina iz leta 1626 v Essenski opatiji navaja Noch ein gross Marienbelt, sitzend uff einen sthuell mit lauteren golt uberzogen ('Še ena Marija, sedeča na stolu in prekrita s čistim zlatom').

### Evakuacije v zgodnjem novem veku
Tridesetletna vojna je zahtevala prvo evakuacijo kipa. Leta 1634 je takratna opatinja, Maria Clara von Spaur, Pflaum und Valör, iskala zatočišče v Kölnu in s sabo vzela zakladnico. Tam je ostala do konca vojne leta 1648. V teh letih sta se Marija in sedaj izgubljen Marsov relikviarij Essenskega zaklada predstavljala v procesijah, ki so presegle zaklade kölnske stolnice, kot ponosno trdijo kronike Essenske opatije.
Druga evakuacija je bila leta 1794 pred napredovanjem francoske revolucionarne vojske. Skrita je bila v sirotišnici bližnjega mesta Steele. Essenska opatija je prenehala obstajati leta 1803, po sekularizaciji cerkvenih kneževin pod Reichsdeputationshauptschluss ('Glavni sklep izredne cesarske delegacije'). Lastništvo Marije je prešlo na rimokatoliško župnijo sv. Janeza, ki je kot župnijsko cerkev uporabljala nekdanjo opatijsko cerkev. Kip je v 19. stoletju večinoma ostajal zaklenjeno v zakladnici in ga skoraj nikoli niso pregledovali umetnostni zgodovinarji.

### 20. Stoletje
Marija je ostala v Essnu med prvo svetovno vojno, vendar so jo po njej ponovno evakuirali. Po komunističnem uporu v Porurju spomladi 1920 so oblasti župnije sv. Janeza, v strahu pred drugo vstajo, odločile skriti kip na varnem mestu, ki ne bi bilo znano niti lastnim duhovnikom, da bi preprečili odkritje, izdajo ali izsiljevanje. Zlatar iz Aachna je bil zadolžen, da najde skrivališče in se je končno pogajal z drugo nemško škofijo, da se Marija in ostali essenski zaklad skrijeta na mestu, za katerega bi vedel samo zlatar in imenovani skrbnik: škof je bil le obveščen o splošnem načrtu, ne pa o natančni lokaciji svetišča. Dokument podrobno navaja, kje je bil deponiran v nizozemski škofiji, če je bil posrednik ubit. Načrt je deloval tako dobro, da še danes ni znano, kje je bil v tem času skriti zaklad. Edina gotovost je, da je bil zapakiran v obrabljene kartonske kovčke in odnesen na neko mesto v škofiji Hildesheim. Kupon, deponiran na Nizozemskem, je bil uničen, potem ko je bil zaklad končno vrnjen v Essen leta 1925, ko so se politične razmere zdele stabilne. Poleti 1925 sta zlatar iz Aachna in njegov sin ponovno pridobila zaklad iz njegovega skrivališča in ga pripeljala nazaj v Essen, potoval je v četrtem razredu Reichsbahn in nosil zaklad neopazno kot ročno prtljago. 
Med drugo svetovno vojno je bil essenski zaklad najprej evakuiran v Warstein, nato v grad Albrechtsburg na Saško in se končno v zaklonišče v Siegen, kjer so ga ob koncu vojne odkrili ameriški vojaki. Ker je bila zakladnica v Essnu uničena v letalskih napadih, se Marija ni mogla vrniti na svoje naravno mesto vse do 1950-ih. Najprej so kip pripeljali v Hessenski državni muzej v Marburgu, nato pa v dvorec Dyck pri Rheydtu. Od aprila do junija 1949 je bil prikazan na razstavi v Bruslju, nato pa v oktobru v Amsterdamu in se končno vrnil v Essen. Dokler ni bila dokončana obnova Essenske stolnice, je bil zaklad shranjen v oboku Essenske hranilnice. Marija od takrat ni zapustila mesta.

## Ikonografija

### Vplivi
Zlata Marija je najstarejši znan kip Marije in najstarejši samostojen kip severno od Alp. Je tudi eno od dveh obstoječih srednjeveških pozlačenih kultnih podob. Pozlačene skulpture so pogosto omenjene v srednjeveških dokumentih, toda poleg podobe mitološkega Fidesa v opatiji Saint-Foy v Conquesu v južni Franciji takih artefaktov ni ohranjenih (iz Marije Hildesheimske je bil nekoč odstranjen prvotni pokrov zlatih listov). Vemo, da je imel Karel Veliki razpelo v naravni velikosti z likom Kristusa v zlatu v svoji palatinski kapeli v Aachnu, najstarejši tak predmet, ki je bil opisan in veliko podobnih figur v plemenitih kovinah, ki so zdaj izginile, so zabeležene v velikih anglosaških cerkvah in drugod. Najpogostejša so Križanja, včasih pa se omenjajo spremljajoče figure Marije in Janeza Evangelista.
Dejstvo, da je essenski kip samostoječ in njegove emajlirane oči kažejo na vpliv bizantinske umetnosti in njenega širjenja na Sveto rimsko cesarstvo po poroki cesarja Otona II. z bizantinsko princeso Teofano leta 972, čeprav so bili kipi v velikem obsegu po bizantinskem ikonoklazmu povsem zunaj bizantinske tradicije. Celotna oblika Marije kaže, da kipar ni imel izkušenj s klesanjem samostojnih skulptur, saj se profil, pogled spredaj in zadaj ne ujemajo s harmonično celoto.

### Verski in politični pomen
Kot številna srednjeveška umetniška dela Marija prikazuje zelo kompleksno ikonografijo. Kip prikazuje Devico v precej preprosti obleki, medtem ko prevelika Kristusova otroška figura v njenem naročju nosi dragoceno pontifikalno obleko. Velikost je namenjena ponazoritvi pomena Kristusa kot Odrešenika. Marija je v nasprotju upodobljena v službeni vlogi, kot v Lukovem 1:38: Marija pa je rekla: »Glej, Gospodova služabnica sem, zgôdi se mi po tvoji besedi!« In angel je šel od nje. Istočasno pa uteleša sedež modrosti kot Salomonov prestol, ki je opisan v 1 knjigi kraljev 10:18: Kralj je naredil velik prestol od slonove kosti in ga obložil z najboljšim zlatom. V njenem naročju je sedel Kristusov otrok, katerega okrašen mašni plašč kaže njegov pomen kot vladar nebes, knjigo o njegovi vlogi glasnika vere. Ob upoštevanju drugih srednjeveških Kristusovih prikazov kot učitelja se lahko domneva, da je bila otrokova izgubljena desna roka prvotno vzdignjena v gesti blagoslova. Toda Kristusov obraz je obrnjen k svoji materi, medtem ko se Marijin videz z vseh položajev zdi usmerjen k opazovalcu. Marija se torej ne more samo razlagati kot pasivni častilec, ampak prevzame tudi vlogo posrednika med ljudmi in Odrešenikom.
Obstaja več možnih razlag za kroglo, ki jo Marija drži v svoji desni roki. Zaznamuje se kot vladarsko jabolko Svetega rimskega cesarstva. Vendar pa globus cruciger ni potrjen kot del Svetih rimskih regalij do kronanja Konrada II. leta 1024, poleg tega pa se v običajnem prikazu globus cruciger vedno prikazuje s polno roko in vsemi prsti, ne le tremi.
Zato je varnejše razlagati kroglo kot "jabolko odrešenja" - tako kot je Eva držala jabolko prekletstva iz drevesa spoznanja dobrega in zla, zdaj Marija zdaj gledalcu ponudi jabolko, ki simbolizira odrešenje, ki ga je prinesla na svet s tem, da je utelesila Kristusa. Tako se zdi, da je nasprotje Eve v novi zavezi.
Druga razlaga krogle je podobna globus-cruciger – vladarskega jabolka v teoriji. Medtem ko takšen predmet morda ni bil del obreda kronanja Svetega rimskega cesarja do naslednjega stoletja, je bila ideja o krogli, ki simbolizira moč nad Mundusom, tj. svetom, znana že takrat, ko je bila skulptura oblikovana. Slike tega simbola moči najdemo v karolinških in otonskih iluminiranih rokopisih. Po tej teoriji Marija drži ves svet v svojih rokah in ga drži v imenu tistega, ki je v resnici njegov suveren, tj. dojenček v njenem naročju.
Podoba matere, ki ima za svojega sina moč nad svetom, je morda imela daljnosežne politične posledice v času nastanka kiparstva. Cesar Oton II., stric Matilde, takratne opatinje iz Essna, je umrl leta 983 v Rimu, pri čemer je zapustil prestol samo sinu Otonu, otroku starem tri leta. Do svoje smrti leta 991 je Otonova mati Teofana služila kot regent za svojega mladoletnega sina in branila naslov pred trditvami Henrika Prepirljivca, nekdanjega Bavarskega vojvode in moškega najbližjega Otonovega sorodnika. Marijo bi tako lahko razumeli kot izraz Teofaninega vztrajanja, da je po Božji milosti zakonit vladar cesarstva, dokler ne postane njen sin. Zato je mogoče sklepati, da je Teofana dejansko podarila skulpturo Essenski opatiji. V boju za prestol se je Matilda najverjetneje znašla na strani Otona in Teofane. Družinska linija Matilde je imela dolgo zgodovino rivalstva s Henrikom in bila je osebna naslednica njenega brata Otona (982), ki je bil leta 976 po uporu Henrika podeljen vojvodini Bavarski. To bi nadalje nakazovalo, da je možni cesar Oton III. morda podaril otrokovo krono zakladnici ob njegovem obisku v opatiji iz hvaležnosti za zvestobo v boju za oblast, ki se je zgodila, ko je bil samo otrok.

## Liturgični pomen, preteklost in sedanjost
Zlata Marija je vedno imela posebno mesto v liturgiji essenske opatije. Iz njenega ustvarjanja se zdi, da se je običajno hranila v zakladnici in so jo pripeljali samo za velike praznike in druge posebne priložnosti. V vseh večjih procesijah so jo nosili, oltar, posvečen Mariji v stolnici, pa je bil kraj, kjer so bila sprejeta in odložena darovanja verski skupnosti, s čimer so jih postavili pod simbolično skrbništvo Device. Vendar pa ni gotovo ali je pravzaprav Zlata Marija predsedovala tem dejanjem, saj opatijske inventarji navajajo še dve drugi figuri Marije poleg Zlate.
Najpomembnejša procesija je potekala na dan Predstavitev Jezusa v templju 40 dni po božiču. V stalnem ritualu je zakladnica skulpturo predala najmlajšemu kanoniku župnije na predvečer procesije, ki jo je skril pod svoj plašč in jo pripeljal v cerkev sv. Gertrude v mestu Essen, danes znan kot 'Cerkveni trg' (Marktkirche). Naslednje jutro je bil kip prekrit in odnesen v svečani procesiji nazaj v stolnico, kjer so jo položili na steyn, 'kamen', kamor so običajno dali daritve opatiji. Tam je bila slavnostno razkrita in okronana z Otonovo otrokovo krono. Kronano Marijo so nato prenesli nazaj v cerkev pred očmi kongregacije, tako kot so Marijo sprejeli ljudje nebeškega Jeruzalema po njenem prihodu tja, v skladu s svetim spisom. Procesija se je prenehala leta 1561, ko je protestantska reformacija dosegla mesto Essen - čeprav ne v opatiji - in župnija sv. Gertrude je sprejela luteransko vero. Srednjeveško tradicijo kronanja Marije je leta 1978 oživel essenski prvi škof kardinal Franz Hengsbach, vendar jo je bilo treba leta 2000 ustaviti zaradi zaskrbljenosti restavratorja.
Še ena procesija, v kateri je bila prikazana Marija, je potekala vsako leto v ponedeljek pred vnebohodom. Na ta dan so se nune, kanoniki in učenjaki iz opatije in hčerinske hiše v bližnji Rellinghausen sestali z menihi iz opatije Werden in vzeli Zlato Marijo. Dve procesiji sta se srečali na pol poti med dvema samostanoma v kapeli, posvečeni sv. Marku v današnji soseski Essen-Bredeney. Spominski križ spominja na mesto teh srečanj danes.
Ko je bila leta 1959 ustanovljena essenska škofija (tako imenovan Ruhrbistum), je bila Marija izvoljena za njeno zavetnico in tako postala simbol za celotno Porurje. Prvi škof iz Essna, kardinal Franz Hengsbach, se je odločil, da bo kip postal dostopen javnosti. Od leta 1959 je Marija razstavljena v nadzorovani vitrini z visoko varnostjo v severni kapeli stolnice.